# Торо Россо
Скудерия Торо Россо или просто Торо Россо (Scuderia Toro Rosso в переводе с итал. — «красный бык») — бывшая итальянская автогоночная команда, участвовавшая в чемпионате «Формулы-1» в период с 2006 по 2019 годы. Была преобразована в новую команду Scuderia Alpha Tauri, одна из двух команд, владельцем которых является австрийский концерн Red Bull (другая команда носит название Red Bull Racing). Все гонщики команды, кроме Себастьена Бурде, являлись участниками программы поддержки молодых гонщиков Red Bull — Red Bull Junior Team.

## История
Команда Scuderia Toro Rosso была создана в ноябре 2005 года после приобретения команды Minardi концерном Red Bull, который вскоре продал 50 % команды экс-пилоту Формулы-1 Герхарду Бергеру. Согласно условиям сделки, команда должна была как минимум до 2007 года оставаться на бывшей базе Minardi в Фаэнце. В соответствии с этим новое название Minardi должно было не только отвечать маркетинговым планам Red Bull, но и отражать национальную принадлежность команды. Вначале предполагалось, что команда будет переименована в Squadra Toro Rosso, однако позднее футбольный термин «squadra» был заменен на традиционное итальянское обозначение автогоночной команды — «scuderia». Многочисленные фанаты Minardi протестовали против смены названия, однако их возражения не были приняты во внимание.

### 2000-е

#### 2006
Пилотами команды в сезоне 2006 года стали Витантонио Лиуцци и Скотт Спид. В силу цейтнота и ограниченного финансирования STR была вынуждена отказаться от конструирования собственного шасси и использовала изменённое шасси Red Bull RB1 образца 2005 года. Это вызвало протесты со стороны конкурирующих команд, поскольку в соответствии с Договором Согласия каждая команда обязана проектировать используемый в соревнованиях болид самостоятельно либо использовать разработки фирм, не участвующих в чемпионате Формулы-1. В результате разбирательств было решено, что шасси RB1 конструировалось прекратившей существование командой Jaguar Racing в 2004 году, и права на болид были выкуплены STR непосредственно у концерна Ford, который участия в сезоне 2006 года не принимал; в соответствии с этим использование шасси STR01 в чемпионате является легальным.
Выбор двигателей также вызывал нарекания. Toro Rosso получала двигатели согласно контракту с Cosworth, подписанному ещё с Minardi. Согласно условиям этого контракта, Minardi, а позднее и STR, должны были использовать 10-цилиндровый V-образный двигатель Cosworth, в то время как, согласно техническому регламенту 2006 года, двигатели болидов Формулы-1 должны были иметь лишь 8 цилиндров, а право использовать 10-цилиндровые моторы предоставлялось лишь с существенными техническими ограничениями и исключительно малообеспеченным командам. Непосредственные конкуренты STR, команды Midland и Super Aguri, подали протест, указывая на то, что разрешение оснащать болиды двигателями V10 было выдано команде Minardi до сделки с Red Bull, а стабильное финансовое положение Toro Rosso более не даёт оснований для такого исключения. Тем не менее, FIA предпочла не отзывать разрешение. В ходе сезона двигатели Cosworth V10, разработка которых фирмой Cosworth была остановлена, постепенно стали наименее мощными из всех использовавшихся, что стало причиной серьёзных проблем со скоростью болидов Toro Rosso в конце сезона. Команда закончила 2006 год на 9 месте из 11 команд в Кубке конструкторов, заработав 1 очко на Гран-при США и опередив Midland и Super Aguri.

#### 2007
В 2007 году STR получила контракт на использование двигателей Ferrari V8 (заключенный ранее с Red Bull Racing) и сменила технического директора. На эту должность был назначен Джорджо Асканелли. Шасси STR2, тем не менее, было практически идентично сконструированному Эдрианом Ньюи Red Bull RB3, а основной задачей Асканелли являлась адаптация RB3 к двигателю Ferrari — материнская команда Red Bull с 2007 года перешла на Renault. Для того, чтобы шасси удовлетворяло условиям Договора Согласия, была создана компания Red Bull Technology, у которой и Red Bull Racing, и Scuderia Toro Rosso формально выкупали права на использование шасси. Тем не менее, несмотря на шасси работы Ньюи, сезон 2007 года выдался для команды неудачным, главным образом из-за проблем с надёжностью. В середине года Скотт Спид (из-за неудовлетворительных результатов и конфликта с руководством команды) был заменён на Себастьяна Феттеля, и за один этап до конца сезона Феттель и Лиуцци в сложных погодных условиях принесли команде её первые очки в 2007 году, что после дисквалификации McLaren позволило завершить сезон в Кубке конструкторов на 7 месте.
Прецедент со схожестью шасси Red Bull RB3 и Toro Rosso STR2 стал поводом для корректировки Договора Согласия. С 2010 года каждая команда была обязана конструировать шасси самостоятельно, за исключением небольшого списка компонентов, которые было разрешено закупать на стороне. В соответствии с этим Дитрих Матешиц объявил о планах по продаже Toro Rosso до 2009 года, однако покупателей найти не удалось.

#### 2008
Сезон 2008 Формулы-1 стал для Toro Rosso лучшим за всю историю существования команды, включая 21 год, проведенный в чемпионате под именем Minardi. Себастьян Феттель не только стабильно набирал очки, но и также сумел принести команде её первую и по сей день единственную победу на Гран-при после старта с поул-позиции на Гран-при Италии. Его партнёр по команде, Себастьен Бурде, также дважды финишировал в очковой зоне, что помогло Toro Rosso занять 6 место в чемпионате, обогнав материнскую команду Red Bull Racing.
Несмотря на озвучивавшиеся ранее планы по продаже команды, в ноябре 2008 года Матешиц выкупил обратно долю, принадлежавшую Герхарду Бергеру.

#### 2009
В 2009 году Феттель был переведен в Red Bull, а в Toro Rosso его заменил Себастьен Буэми. В середине сезона после череды неубедительных выступлений был заменен и Бурде, а партнёром Буэми стал молодой испанец Хайме Альгерсуари. В этом составе команда провела три сезона подряд. В 2009 году STR снова использовала шасси, практически идентичное Red Bull RB5, но если RB5 позволил Red Bull Racing заработать «серебро» в Кубке конструкторов, то Toro Rosso завершила сезон на 10-м и последнем месте в Кубке конструкторов с 8 очками, заработанными Бурде и Буэми.

### 2010-е

#### 2010
Шасси STR5, использовавшееся STR в сезоне-2010, стало первым сконструированным итальянской командой самостоятельно со времен Minardi. Это практически не повлияло на результаты «конюшни»: 13 очков и 9 место. Несмотря на формальное улучшение итоговой позиции в Кубке конструкторов по сравнению с предыдущим годом, Toro Rosso не опередила ни одну из 9 команд, которым проиграла в 2009 году, за исключением Toyota, покинувшей Формулу-1.

#### 2011
Перед началом сезона 2011 года управляющий командой Франц Тост объявил, что в случае, если Буэми и Альгерсуари не смогут улучшить свои результаты, команда в очередной раз сменит состав гонщиков. Журналисты неоднократно отмечали, что за этим заявлением последовало резкое снижение командного духа среди пилотов, в частности, после первого этапа сезона-2011 гонщики STR отказывались разговаривать друг с другом.
Спустя 6 этапов после начала чемпионата Буэми финишировал в очковой зоне трижды, в то время как Альгерсуари не заработал ни одного очка. Однако после Гран-при Канады очки стали набирать оба пилота, и к концу сезона Альгерсуари начал опережать своего партнёра по команде в личном зачёте, а в Кубке конструкторов Toro Rosso вплотную подобралась к занимающей 6 место команде «Заубер».
Начиная с Гран-при Канады, Toro Rosso использовала тактику, принципиально отличающуюся от схем других команд-середняков. Как правило, в квалификации Буэми и Альгерсуари занимали места в конце пелотона, стабильно опережая только аутсайдеров «Лотус», HRT и «Вёрджин». Однако удачный выбор гоночной тактики и экономия шин позволяли пилотам на финише отыгрывать до 10 мест от стартовой позиции и опережать болиды таких команд, как «Мерседес» и «Форс Индия», несмотря на проигрыш в чистой скорости.

#### 2012
Перед началом сезона 2011 года предполагалось, что в конце года места в команде лишится гонщик, проигравший напарнику. Однако гонщики STR показывали примерно равные результаты по ходу сезона, и появилось предположение, косвенно подтверждаемое самими гонщиками STR, что Torro Rosso сохранит свой состав, по крайней мере, в начале сезона 2012 года, Жан-Эрик Вернь будет по очереди заменять гонщиков в первой сессии пятничных свободных заездов с перспективой в середине сезона заменить того гонщика, который наберет меньшее количество очков, а другой участник программы Red Bull, Даниэль Риккардо, проведет сезон 2012 года в Caterham, заменив Ярно Трулли.
По окончании сезона в Toro Rosso приняли решение заменить обоих действующих гонщиков команды, Себастьена Буэми и Хайме Альгерсуари, пилотами из молодёжной программы Red Bull, 22-летним австралийцем Даниэлем Риккардо и 21-летним французом Жаном-Эриком Вернем. Впервые с дебюта команды на Гран-при Бахрейна 2006 года STR начнет чемпионат с полностью обновленным составом гонщиков. Руководство команды Toro Rosso и Red Bull настаивало, что смена состава гонщиков связана не с неудовлетворительными результатами, показанными Альгерсуари и Буэми в сезоне 2011 года, а обусловлено целью создания самого проекта STR: помощью юным гонщикам из молодёжной программы Red Bull в дебюте в Формуле-1. Хайме и Себастьен выступали за итальянскую команду с 2009 года, и, по мнению руководства Red Bull, уже не считались молодыми гонщиками. Для многих, в том числе и гонщиков, это решение команды стало неожиданным, к примеру, Буэми в момент объявления работал на симуляторе на базе Red Bull, тестируя машину для сезона 2012 года. Тем не менее, покинув Toro Rosso, Буэми смог подписать однолетний контракт резервного гонщика с Red Bull: гонщик из Швейцарии в течение сезона 2012 года будет работать на симуляторе австрийской команды, а также присутствовать на всех Гран-при сезона. Позже было объявлено, что Буэми в случае необходимости сможет заменить любого из гонщиков основного состава Red Bull или Toro Rosso. По словам консультанта Red Bull Хельмута Марко, команда приняла решение оставить Буэми в качестве третьего пилота лишь потому, что у него больше опыта работы на гоночном симуляторе, тогда как технический руководитель Red Bull Эдриан Ньюи заявил о том, что кандидатура Буэми была выбрана потому, что Альгерсуари сам отказался от контракта резервного гонщика.

#### 2013
31 октября 2012 года было подтверждено, что команда оставит на сезон 2013 года гонщиков Даниэля Риккардо и Жан-Эрика Верня. Старт сезона выдался не слишком удачным — на Гран-при Австралии Вернь финишировал 12-м, а Риккардо сошёл с дистанции. На Гран-при Малайзии Вернь взял первое очко для команды, заняв 10-е место, тогда как Риккардо был квалифицирован лишь 18-м из-за схода. Однако уже на Гран-при Китая удача улыбнулась и Риккардо, и он занял 7-е место, тогда как Вернь смог финишировать только 12-м. На Гран-при Бахрейна Вернь получил прокол и сошёл с дистанции, в то время как Риккардо финишировал 16-м. В Испании Риккардо добыл ещё одно очко, заняв 10-е место, Вернь попал в столкновение и сошёл с трассы. На Гран-при Канады команда добилась лучшего результата в квалификациях, начиная с Гран-при Китая 2011 — Вернь занял 7-е место, а Риккардо — 10-е в дождевых условиях. Вернь финишировал на 6-м месте с 8-ю очками, что стало лучшим результатом для команды с Гран-при Бразилии 2008. После того как Марк Веббер объявил о завершении карьеры в Формуле 1 со следующего сезона, в команде Ред Булл появилось вакантное место. Следуя логике молодёжной программы Ред Булл, претендентами на это место становились гонщики Торо Россо. На следующем Гран-при Британии Риккардо показал в квалификации 5-е место, которое в гонке он превратил в 8-е. В то же время Вернь сошёл с дистанции после прокола. Риккардо продолжил показывать хорошую форму, квалифицировавшись на Гран-при Германии 6-м и финишировав 12-м, тогда как Вернь квалифицировался только 16-м и сошёл с дистанции на 22-м круге. В Венгрии обе машины финишировали вне очков и в квалификации к Гран-при Бельгии также обе машины не прошли дальше первого сегмента квалификации, заня 18-е и 19-е места, что стало худшим результатом команды в квалификациях в этом сезоне. Однако в гонке Риккардо занял 10-е место, тогда как Вернь — только 12-е.
До следующей гонки в Италии было объявлено, что Риккардо заменит Уэббера в Red Bull на сезон 2014 года.
Риккардо впечатлил будущих работодателей высоким 7-м местом в квалификации, тогда как его напарник Вернь стартовал 10, допустив ошибку в 3 квалификации и лишившись возможности улучшить своё предыдущее время. За гонку Риккардо получил больше очков за 7, заняв 13-е место в чемпионате пилотов, а Вернь сошёл на 14-м круге.

#### 2014
В период проведения Гран-при Монако было объявлено, что команда подписала долгосрочное соглашение с Рено об использовании их двигателей в 2014 году. 

#### 2015
В августе 2014-го команда подтвердила, что на сезон 2015 в команде останется Даниил Квят, а место Верня займет Макс Ферстаппен. Однако, после того как Себастьян Феттель в преддверии Гран-при Японии достаточно неожиданно для команды Ред Булл объявил об уходе, Даниил Квят стал призовым пилотом Ред Булла, освободив место в Торро Россо для Карлоса Сайнса-младшего.

#### 2016
Новый сезон команда начала с парой пилотов Макс Ферстаппен / Карлос Сайнс. Ферстаппен в стартовых гонках проявил себя достаточно ярко, в то время как дела Даниила Квята в «Ред Булле» шли не слишком хорошо. После Гран-при России, на старте которого Квят выбил с трассы пилота «Феррари» Себастьяна Феттеля, руководителями программы Ред Булл, в частности, Хельмутом Марко, было принято решение о замене пилотов: Ферстаппен был «повышен» и переведён в «Ред Булл», а Квят возвращён в «Торро Россо». Это вызвало сильное недовольство со стороны российского пилота, вылившееся в ряд довольно резких заявлений и интервью. В дальнейшем сезоне Квят выступал не слишком удачно, набирая очки лишь эпизодически, в отличие от Сайнса, выступавшего значительно успешнее. Всего за сезон было заработано 63 очка, чего хватило на 7-е место в чемпионате — позади остались лишь явные аутсайдеры: «Хаас», «Рено», «Заубер» и «MRT».

#### 2017
Начало нового сезона для команды выдалось продолжением предыдущего. Бороться удавалось за вторую половину очковой зоны, но если Сайнс регулярно финишировал в очках, то Квяту к Гран-при Сингапура удалось сделать это всего лишь дважды. В результате россиянин был уволен, а на его место был взят воспитанник молодёжной программы «Ред Булла» Пьер Гасли. Ещё через две гонки из команды ушёл Сайнс, но уже по своей воле — перейдя в «Рено», а на его место был приглашен Брендон Хартли. Использование двух малоопытных пилотов, не знакомых с болидом, привело к тому, что лучшим результатом до конца сезона оказалось одно 12-е место Гасли. Кроме того, на Гран-при США одно очко заработал Квят, приглашенный подменить Гасли — тому потребовалось пропустить гонку, чтобы защитить свои претензии на титул в чемпионате «Супер-Формула». Пропуск при этом оказался бесполезным — финальный этап чемпионата «Супер-Формулы» был отменен из-за тайфуна и титул ушёл к японцу Хироаки Ишиуре. В чемпионате команда вновь заняла 7-е место, по сравнению с предыдущим сезоном опередив «Макларен», но пропустив вперед «Рено» — при этом отставание составило всего четыре очка, и не последнюю роль сыграла чехарда с пилотами в конце сезона.

#### 2018
Новый сезон ознаменовался переходом на двигатели «Хонда». Состав пилотов остался неизменным — Гасли и Хартли сохранили свои места.
С первой же гонки сезона стало ясно, что недостаток мощности японских двигателей никуда не делся, в результате в чемпионате "Торо Россо" фактически заняла место "Макларена", использовавшего двигатели "Хонда" ранее. Надежность двигателей несколько повысилась - вместо 16 сходов "Макларена" случилось лишь 12, очков также было заработано чуть больше чем в 2017 - 33 против 30.  Ярким пятном оказался Гран-при Бахрейна, где Гасли боролся даже за подиум, а на финише стал четвёртым, но кроме этого отдельного выступления Гасли финишировал в очках лишь четырежды, а Хартли — трижды. В чемпионате и опередить удалось лишь находящийся в глубоком кризисе «Уильямс» - точно так же как и в 2017 "Макларен" опередил лишь стагнирующий "Заубер".

#### 2019
В новом сезоне пилотами команды стали вернувшийся в систему «Ред Булла» Квят и таиландский гонщик Александр Албон. На двигатели «Хонда» перешла и головная команда «Ред Булл», и постепенно работа начала давать плоды. В первых десяти этапах гонщики сходили с трассы всего трижды, восемь раз финишировали в очках, а в Германии Квят завоевал второй в истории команды подиум, удачно проведя хаотичную гонку, где много пилотов сошло с трассы.
Тем временем в головной команде результаты перешедшего туда Пьера Гасли оказались существенно хуже чем у напарника. Ферстаппен дважды победил, трижды был на подиуме, а Гасли лишь единожды финишировал четвёртым, в связи с чем руководством команды было принято решение о переводе его в младшую команду. Несмотря на преимущество по очкам и наличие подиума, в головную команду на место Пьера был переведен не Квят, а Албон. Более того, Хельмут Марко заявил, что Квят вообще не рассматривается как кандидат в «Ред Булл», и его выступление в 2020 за «Торо Россо» — вопрос решённый — правда, позже Марко опроверг собственные слова, пояснив что его поняли неверно. Недовольство решением руководства повлияло на результаты Квята — в дальнейшем он всего дважды финишировал в очках (против четырёх раз у Гасли), при том что техника его не подводила — сход случился всего один.
В чемпионате удалось вернуться на привычные места, причем долгое время команда благодаря подиуму Квята занимала даже пятое — но после Гран-при Венгрии ближайшие соперники из «Рейсинг Пойнт» выдали серию финишей в очках, и в результате за два этапа до конца чемпионата «Торо Россо» занимала седьмое место, отставая от «Рейсинг Пойнта» всего на одно очко. На предпоследнем этапе в Бразилии из-за ряда сходов и столкновений в лидирующей группе команде удалось особенно хорошее выступление — Гасли поднялся сразу на второе место, причем отстоял его в очной борьбе с Льюисом Хэмилтоном на последнем круге, а Квят заработал одно очко за 10-е место несмотря на полное отсутствие темпа в рамках уик-енда. Соперники по «Рейсинг Пойнт» смогли заработать на двоих лишь пару очков, в результате за этап до конца чемпионата «Торо Россо» вновь вышли на 6-е место в кубке конструкторов, имея преимущество в 6 очков.
В ноябре 2019 было объявлено, что пилотами «Торо Россо» на сезон-2020 останутся Квят и Гасли.

#### 2020
В сентябре 2019 года появилась информация, что к старту сезона-2020 «Торо Россо» будет переименована в «Альфа Таури».

## Статистика
По своим результатам команда является типичным середняком — начиная с момента основания пилоты чередуют финиши во второй половине очковой зоны с финишами во второй десятке. В 2006-13 годах команда занимала одни из последних мест в чемпионате, опережая в основном только явных аутсайдеров. Исключением из этого стали сезоны 2007-2008, когда удачные выступления Феттеля позволили завоевать соответственно 7-е и 6-е места в чемпионате. Впоследствии после перехода на двигатели Renault результаты стали улучшаться и команда четыре сезона подряд финишировала в чемпионате на 7-м месте. Лучшие результаты команды в гонке победа в Гран-при Италии 2008 года Феттеля и два подиума в 2019 году. В квалификациях дело обстоит приблизительно так же как и в гонках — единственный поул команды завоеван все в том же Гран-при, а кроме этого лучший стартовый результат — одно четвёртое и шесть пятых мест.

## Результаты выступлений

### Результаты за последние пять лет
| Легенда к таблице |                                                                    |
| --- | ------------------------------------------------------------------ |
| В таблице перечислены результаты всех Гран-при Формулы-1, в которых принимала участие команда. Строками таблицы являются сезоны, столбцами — этапы чемпионата мира. В каждой клетке указаны сокращённое название этапа и результаты гонщиков команды, дополнительно обозначенные цветом. Расшифровка обозначений и цветов представлена в нижеследующей таблице. |                                                                    |
| \| Пример \| Описание \| \| ------------ \| ------------------------------------------------------------------ \| \| 1 \| Победитель \| \| 2 \| Второе место \| \| 3 \| Третье место \| \| 5 \| Финишировал, заработав очки \| \| Сход \| Не финишировал, но при этом заработал очки \| \| 12 \| Финишировал, не получив очков \| \| НКЛ \| Финишировал, но не попал в финальную классификацию \| \| 15 \| Участвовал вне зачёта, либо по отдельной классификации \| \| 18 \| Не финишировал, но попал в финальную классификацию \| \| Сход \| Не финишировал \| \| НКВ \| Не прошёл квалификацию \| \| НПКВ \| Не прошёл предквалификацию \| \| ДСК \| Дисквалифицирован \| \| ИСК \| Исключён из протокола соревнований \| \| ТТ \| Заявлен для участия только в тренировках \| \| НС \| Участвовал в квалификации, но не стартовал в гонке \| \| Т \| Травмирован или болен \| \| ОТК \| Отказ от участия \| \| НТР \| Прибыл на соревнования, но на трассу не выезжал \| \| НПР \| Был заявлен в числе участников, но не прибыл к началу соревнований \| \| О \| Соревнования отменены \| \| \| Не участвовал \| \| Поул-позиция \| \| \| Быстрый круг \| \| |                                                                    |
| Пример | Описание                                                           |
| 1 | Победитель                                                         |
| 2 | Второе место                                                       |
| 3 | Третье место                                                       |
| 5 | Финишировал, заработав очки                                        |
| Сход | Не финишировал, но при этом заработал очки                         |
| 12 | Финишировал, не получив очков                                      |
| НКЛ | Финишировал, но не попал в финальную классификацию                 |
| 15 | Участвовал вне зачёта, либо по отдельной классификации             |
| 18 | Не финишировал, но попал в финальную классификацию                 |
| Сход | Не финишировал                                                     |
| НКВ | Не прошёл квалификацию                                             |
| НПКВ | Не прошёл предквалификацию                                         |
| ДСК | Дисквалифицирован                                                  |
| ИСК | Исключён из протокола соревнований                                 |
| ТТ | Заявлен для участия только в тренировках                           |
| НС | Участвовал в квалификации, но не стартовал в гонке                 |
| Т | Травмирован или болен                                              |
| ОТК | Отказ от участия                                                   |
| НТР | Прибыл на соревнования, но на трассу не выезжал                    |
| НПР | Был заявлен в числе участников, но не прибыл к началу соревнований |
| О | Соревнования отменены                                              |
| | Не участвовал                                                      |
| Поул-позиция |                                                                    |
| Быстрый круг |                                                                    |

| Сезон | Шасси | Двигатель                      | Ш | Гонщики                | 1    | 2    | 3    | 4    | 5    | 6    | 7    | 8    | 9    | 10   | 11   | 12  | 13   | 14   | 15   | 16   | 17  | 18   | 19   | 20  | 21   | Место | Очки |
| ----- | ----- | ------------------------------ | - | ---------------------- | ---- | ---- | ---- | ---- | ---- | ---- | ---- | ---- | ---- | ---- | ---- | --- | ---- | ---- | ---- | ---- | --- | ---- | ---- | --- | ---- | ----- | ---- |
| 2015  | STR10 | Renault Energy F1-2015 1,6 V6T | P |                        | АВС  | МАЛ  | КИТ  | БАХ  | ИСП  | МОН  | КАН  | АВТ  | ВЕЛ  | ВЕН  | БЕЛ  | ИТА | СИН  | ЯПО  | РОС  | США  | МЕК | БРА  | АБУ  |     |      | 7     | 67   |
| 2015  | STR10 | Renault Energy F1-2015 1,6 V6T | P | Ферстаппен             | Сход | 7    | 17   | Сход | 11   | Сход | 15   | 8    | Сход | 4    | 8    | 12  | 8    | 9    | 10   | 4    | 9   | 9    | 16   |     |      | 7     | 67   |
| 2015  | STR10 | Renault Energy F1-2015 1,6 V6T | P | Сайнс                  | 9    | 8    | 14   | Сход | 9    | 10   | 12   | Сход | Сход | Сход | Сход | 11  | 9    | 10   | Сход | 7    | 13  | Сход | 11   |     |      | 7     | 67   |
| 2016  | STR11 | Ferrari 059/4 1,6 V6T          | P |                        | АВС  | БАХ  | КИТ  | РОС  | ИСП  | МОН  | КАН  | ЕВР  | АВТ  | ВЕЛ  | ВЕН  | ГЕР | БЕЛ  | ИТА  | СИН  | МАЛ  | ЯПО | США  | МЕК  | БРА | АБУ  | 7     | 63   |
| 2016  | STR11 | Ferrari 059/4 1,6 V6T          | P | Макс Ферстаппен        | 10   | 6    | 8    |      |      |      |      |      |      |      |      |     |      |      |      |      |     |      |      |     |      | 7     | 63   |
| 2016  | STR11 | Ferrari 059/4 1,6 V6T          | P | Карлос Сайнс (младший) | 9    | Сход | 9    | 12   | 6    | 8    | 9    | Сход | 8    | 8    | 8    | 14  | Сход | 15   | 14   | 11   | 17  | 6    | 16   | 6   | Сход | 7     | 63   |
| 2016  | STR11 | Ferrari 059/4 1,6 V6T          | P | Даниил Квят            |      |      |      |      | 10   | Сход | 12   | Сход | Сход | 10   | 16   | 15  | 14   | Сход | 9    | 14   | 13  | 11   | 18   | 13  | Сход | 7     | 63   |
| 2017  | STR12 | Renault R.E.17 1,6 V6T         | P |                        | АВС  | КИТ  | БАХ  | РОС  | ИСП  | МОН  | КАН  | АЗЕ  | АВТ  | ВЕЛ  | ВЕН  | БЕЛ | ИТА  | СИН  | МАЛ  | ЯПО  | США | МЕК  | БРА  | АБУ |      | 7     | 53   |
| 2017  | STR12 | Renault R.E.17 1,6 V6T         | P | Даниил Квят            | 9    | Сход | 12   | 12   | 9    | 14   | Сход | Сход | 16   | 15   | 11   | 12  | 12   | Сход |      |      | 10  |      |      |     |      | 7     | 53   |
| 2017  | STR12 | Renault R.E.17 1,6 V6T         | P | Карлос Сайнс (младший) | 8    | 7    | Сход | 10   | 7    | 6    | Сход | 8    | Сход | Сход | 7    | 9   | 14   | 4    | Сход | Сход |     |      |      |     |      | 7     | 53   |
| 2017  | STR12 | Renault R.E.17 1,6 V6T         | P | Пьер Гасли             |      |      |      |      |      |      |      |      |      |      |      |     |      |      | 14   | 13   |     | 13   | 12   | 16  |      | 7     | 53   |
| 2017  | STR12 | Renault R.E.17 1,6 V6T         | P | Брендон Хартли         |      |      |      |      |      |      |      |      |      |      |      |     |      |      |      |      | 13  | Сход | Сход | 15  |      | 7     | 53   |
| 2018  | STR13 | Honda R.A.618H 1,6 V6 T        | P |                        | АВС  | БАХ  | КИТ  | АЗЕ  | ИСП  | МОН  | КАН  | ФРА  | АВТ  | ВЕЛ  | ГЕР  | ВЕН | БЕЛ  | ИТА  | СИН  | РОС  | ЯПО | США  | МЕК  | БРА | АБУ  | 9     | 33   |
| 2018  | STR13 | Honda R.A.618H 1,6 V6 T        | P | Пьер Гасли             | Сход | 4    | 18   | 12   | Сход | 7    | 11   | Сход | 11   | 13   | 14   | 6   | 9    | 14   | 13   | Сход | 11  | 12   | 10   | 13  | Сход | 9     | 33   |
| 2018  | STR13 | Honda R.A.618H 1,6 V6 T        | P | Брендон Хартли         | 15   | 17   | 20   | 10   | 12   | 19   | Сход | 14   | Сход | Сход | 10   | 11  | 14   | Сход | 17   | Сход | 13  | 9    | 12   | 11  | 12   | 9     | 33   |
| 2019  | STR14 | Honda R.A.619H 1,6 V6 T        | P |                        | АВС  | БАХ  | КИТ  | АЗЕ  | ИСП  | МОН  | КАН  | ФРА  | АВТ  | ВЕЛ  | ГЕР  | ВЕН | БЕЛ  | ИТА  | СИН  | РОС  | ЯПО | МЕК  | США  | БРА | АБУ  | 6     | 85   |
| 2019  | STR14 | Honda R.A.619H 1,6 V6 T        | P | Александр Албон        | 14   | 9    | 10   | 11   | 11   | 8    | 19   | 15   | 15   | 12   | 6    | 10  |      |      |      |      |     |      |      |     |      | 6     | 85   |
| 2019  | STR14 | Honda R.A.619H 1,6 V6 T        | P | Пьер Гасли             |      |      |      |      |      |      |      |      |      |      |      |     | 9    | 11   | 8    | 14   | 7   | 9    | 16   | 2   | 18   | 6     | 85   |
| 2019  | STR14 | Honda R.A.619H 1,6 V6 T        | P | Даниил Квят            | 10   | 12   | Сход | Сход | 9    | 7    | 10   | 14   | 17   | 9    | 3    | 15  | 7    | Сход | 15   | 12   | 10  | 11   | 12   | 10  | 9    | 6     | 85   |